# 襄陽・樊城の戦い
襄陽・樊城の戦い（じょうよう・はんじょうのたたかい）は、1268年から1273年にわたってモンゴル帝国と南宋との間で行われた戦闘。襄陽・樊城は南宋にとって国土防衛の最重要拠点であり、40年近くにわたって行われたモンゴル・南宋戦争においてよくモンゴル軍の攻撃対象となったが、ここでは第3次モンゴル・南宋戦争において行われた戦いについて述べる。

## 襄陽南郊の会戦
帝位継承戦争を制し、第5代カアンとなったクビライは長年にわたって行われたモンゴル・南宋戦争に終止符を打つべく十分に計画を練り、1268年にモンゴル軍はアジュを主将として南下し樊城を包囲した。この拠点を重視する南宋も長江中流域・漢水流域の大軍閥呂文徳に命じてその弟の呂文煥に膨大な糧食・装備を授けて入城させ、持久戦に持ち込む構えを見せた。
しかし、自身も第4代カアン・モンケの時代に南宋への遠征を指揮したことのあるクビライは、開封を兵站基地とする補給網を完備し、万全の準備を整えた上でこの双子都市を取り囲んでおり、始めから持久戦の備えは十分にできていた。呂文煥のもと士気盛んな南宋軍に対し、モンゴル軍は直接戦闘することを避け、ひたすら土木工事を続け、長大な土塁の包囲陣を築いた。
当初は肩すかしをくらった形の南宋軍だったが、南宋軍を無視してひたすら工事を続けるモンゴル軍に苛立ちを覚えて逆に出撃し、モンゴル軍を攻撃した。モンゴル軍は矢や火器などで反撃し、決して直接戦闘はせず、出撃した軍は空しく城に戻った。
こうして襄陽・樊城は外界から完全に遮断され、思いもよらぬモンゴル軍の長期戦の構えに慌てた南宋は、2度ほど救援部隊を送ったが、いずれも撃退され、ついに范文虎率いる軍を出動させることを決定した。
一方、完全に襄陽・樊城を包囲したモンゴル軍は、密かに水軍を建設しつつあり、襄陽の郊外では盛んに軍事演習が行われ、着々と南宋軍に対する準備が整えられた。范文虎率いる水陸合わせて約10万の部隊は襄陽南郊まで進出し、モンゴル軍と激突したものの、水軍部隊を揃え万全の準備を整えたモンゴル軍に完敗を喫し、これ以降南宋軍は一気に劣勢になってゆく。

## 呂文煥の奮戦と降伏
南宋政府からの最大の援軍が壊滅し、今度こそ完全に孤立した襄陽・樊城であったが、呂文煥はなおも降伏せず籠城を続けていた。依然としてモンゴル軍は襄陽・樊城を無理に攻めることはしなかったため、呂文煥は抗戦を続け、城内の兵糧のため自身の妻女を城から追い出してまで戦い、戦線は膠着気味となり、2年近くモンゴル軍の攻撃を防いだ。
ここにおいてクビライは、フレグ・ウルスにおいて改良・開発された新兵器「回回砲」（ペルシア語: منجنیق 転写: manjaniq、マンジャニーク）を使用することを決定、早速戦場に導入された。1273年、襄陽郊外に現れた回回砲は、まず樊城の城壁を破壊、張漢英率いる軍は降伏し、回回砲は樊城に据え付けられた。樊城から飛来する巨弾は軽々と漢水を越えて襄陽を攻撃し、全くなす術のなくなった呂文煥らは、同年2月に降伏した。
しかし、クビライは呂文煥ら襄陽・樊城の守備隊を優遇し、これに感激した呂文煥はこれ以降、モンゴル軍に忠誠を誓うこととなる。襄陽・樊城の陥落と呂文煥の降伏は南宋全体に衝撃を与え、この後モンゴル軍は大して苦労せずに南宋を攻略していくこととなる。また、呂文煥はモンゴル軍に寝返ったものの、後に賈似道がモンゴル軍と戦って無様な姿をさらしたこともあって、今日に至るまで呂文煥を売国奴として非難する評価はあまり見られない。但し南宋の三大忠臣の一人と言われた文天祥が呂文煥を激しく非難したという逸話もある。